# Jorge Constantinovich da Rússia
Jorge Constantinovich da Rússia (6 de maio de 1903 - 7 de novembro de 1938), foi o filho mais novo do grão-duque Constantino Constantinovich da Rússia e da sua esposa, a princesa Isabel de Saxe-Altemburgo.

## Biografia
Após a Revolução Russa de 1917, Jorge escapou para a Suécia em Outubro de 1918 com a sua mãe, a sua irmã mais nova Vera Constantinovna, a sua sobrinha e os seus sobrinhos, filhos do seu irmão mais velho, João Constantinovich da Rússia.
O príncipe Jorge e a princesa Vera permaneceram em Pavlovsk durante a Primeira Guerra Mundial, o governo caótico do Governo Provisório e mesmo depois da Revolução de Outubro. No outono de 1918 receberam permissão dos bolcheviques para serem levados de barco até à Suécia, após um convite da rainha da Suécia.
Quando chegaram ao porto de Helsínquia foram recebidos pelo príncipe Gustavo Afonso que os levou até ao Palácio real. A família viveu no país por dois anos, primeiro em Estocolmo e depois em Saltsjöbaden, mas chegou a uma altura em que a Suécia se tornou demasiado cara, por isso decidiram mudar-se primeiro para a Bélgica, convidados pelo rei Alberto I, e depois foram para a Alemanha onde ficaram em Altemburgo, vivendo lá durante 30 anos. A mãe de Jorge morreu de cancro no dia 24 de março de 1927.
Jorge, que nunca se casou, tornou-se num designer de interiores de sucesso. Morreu devido a complicações que se seguiram uma cirurgia em Nova Iorque, aos trinta-e-cinco anos.

## Genealogia
| Jorge Constantinovich da Rússia | Pai: Constantino Constantinovich da Rússia                  | Avô paterno: Constantino Nikolaevich da Rússia | Bisavô paterno: Nicolau I da Rússia                       |
| Jorge Constantinovich da Rússia | Pai: Constantino Constantinovich da Rússia                  | Avô paterno: Constantino Nikolaevich da Rússia | Bisavó paterna: Alexandra Feodorovna (Carlota da Prússia) |
| Jorge Constantinovich da Rússia | Pai: Constantino Constantinovich da Rússia                  | Avó paterna: Alexandra Iosifovna               | Bisavô paterno: José de Saxe-Altemburgo                   |
| Jorge Constantinovich da Rússia | Pai: Constantino Constantinovich da Rússia                  | Avó paterna: Alexandra Iosifovna               | Bisavó paterna: Amélia de Württemberg                     |
| Jorge Constantinovich da Rússia | Mãe: Isabel Mavrikievna (Isabel Augusta de Saxe-Altemburgo) | Avô materno: Maurício de Saxe-Altemburgo       | Bisavô materno: Jorge de Saxe-Altemburgo                  |
| Jorge Constantinovich da Rússia | Mãe: Isabel Mavrikievna (Isabel Augusta de Saxe-Altemburgo) | Avô materno: Maurício de Saxe-Altemburgo       | Bisavó materna: Maria Luísa de Mecklemburgo-Schwerin      |
| Jorge Constantinovich da Rússia | Mãe: Isabel Mavrikievna (Isabel Augusta de Saxe-Altemburgo) | Avó materna: Augusta de Saxe-Meiningen         | Bisavô materno: Bernardo II de Saxe-Meiningen             |
| Jorge Constantinovich da Rússia | Mãe: Isabel Mavrikievna (Isabel Augusta de Saxe-Altemburgo) | Avó materna: Augusta de Saxe-Meiningen         | Bisavó materna: Maria Frederica de Hesse-Cassel           |